# Антонио Адан
Антонио Адан Гаридо (на испански: Antonio Adán Garrido) е испански футболист, роден на 13 май 1987 в Мадрид, Испания. Играе като вратар.

## Клубна кариера

### Реал Мадрид
Юноша на Реал Мадрид, Адан е първи избор за вратар на Реал Мадрид С през сезон 2005/06. Изиграва 36 мача и допуска 29 гола в тях.
През лятото на 2006 г. е взет на турнето на първия отбор в САЩ. През сезон 2006/2007 е резерва на Жорди Кодина в Реал Мадрид Кастилия преди Кодина да бъде преместен в първия състав. Дебютът си за Реал Мадрид Кастилия прави на 27 август 2006 г. при равенството 1 – 1 срещу КД Кастейон. Изиграва само шест мача през сезона, а отборът му изпада от Сегунда дивисион.
След като Кодина е продаден на Хетафе, през сезон 2009/10 Адан е преместен да тренира с първия отбор, но продължава да играе за Реал Мадрид Кастилия. Статутът му към този момент е на трети вратар, след Икер Касияс и Йежи Дудек.
На 8 декември 2010 г. Адан прави официалния си дебют за Реал Мадрид в мач от груповата фаза на Шампионска лига, заменяйки в 44-тата минута Йежи Дудек, при домакинската победа с 4 – 0 над Оксер. Изиграва пълни 90 минути при загубата от Леванте с 0 – 2 за Купа на Краля. Въпреки загубата, Реал Мадрид продължава напред, заради победата с 8 – 0 в първия мач.
Дебютът си в Примера дивисион Адан прави на 13 февруари 2011 г., заменяйки на вратата получилия червен картон Икер Касияс при победата с 1 – 0 над Еспаньол. В следващия кръг започва като титуляр отново срещу Леванте и запазва вратата си суха, а Реал Мадрид печели с 2 – 0 като домакин. На 5 май 2012 г. започва като титуляр при победата с 2 – 1 над Гранада.

### Каляри
На 2 септември 2013 г. разтрогва договора си с Реал Мадрид. На 19 ноември подписва договор за една година с италианския Каляри, като към договора има клауза за удължаване на срока. На 5 януари 2014 г. прави дебют в Серия А при гостуването на Киево, завършило при резултат 0 – 0.

### Бетис
На 27 януари 2014 г., Адан разтрогва с Каляри и подписва до края на сезон 2013/14 с Бетис.

## Национален отбор
През лятото на 2006 г. Адан е капитан на националния отбор на Испания до 19 години, който печели Европейското първенство до 19 г. Заедно с него в състава са още четирима юноши на Реал: Хави Гарсия, Естебан Гранеро, Хуан Мата и Алберто Буено.
Адан е извикан в състава на Испания до 21 години в плейофа за класиране на Европейското първенство до 21 години срещу Италия, но остава на резервната скамейка. Испания губи плейофа с общ резултат 2 – 1.

## Отличия

### Клубни

#### Реал Мадрид
- Примера дивисион: 2011/12
- Купа на Краля: 2010/11
- Суперкопа де Еспаня: 2012

### Национални
- Европейско първенство по футбол за юноши до 19 г.: 2006